# Valkiri
O Valkiri é um veículo de artilharia autopropulsada da África do Sul.